# Trochosa ruricola
Trochosa ruricola là một loài nhện trong họ Lycosidae. Loài này được phát hiện ở miền Toàn bắc và Bermuda.